# いき出版
いき出版（いきしゅっぱん）は、新潟県長岡市に本社を置く出版社。郷土写真集を主に刊行している。

## 概要
個人蔵の郷土の写真を募集し、A4大判のアルバムのように編集し出版している。解説は地元専門家によるもので、出版も販売エリアの地元出版社が行っている。タイトルエリアにある地元書店を中心に販売しており、増刷はしていない。刊行前にパネル展などを実施する場合もある。
2008年に創業し、2009年より昭和シリーズを刊行し、これまで160タイトル以上の写真アルバムを発売している。
当初新潟市の120年、山形市の120年の2冊を刊行してからは、タイトルは「写真アルバム 〇〇市の昭和」だけであった。刊行開始から10年が経つと完売した冊子が増え、増刷の要望があったが、基本は増刷していなかった。続編として新規で写真を募集し、昭和シリーズで収録できなかった写真を収録、市制施行100年などを記念した「写真が語る〇〇市の〇年」シリーズを2019年から刊行している。
かつて郷土出版社などが全国を範囲として同様の写真集「目で見る100年シリーズ」を発売していたが、2016年に廃業した。現在では東日本をメイン出版エリアとするいき出版と西日本を中心とする樹林舎のみが全国で郷土写真集をシリーズ化している出版社である。関東の特に23区に限ればフォトパブリッシングも古地図散歩シリーズとして郷土写真集を出版をしている。
歴史資料、郷土資料として地元図書館に収蔵されていることが多い。写真提供者には献本として完成本が贈呈されている。

## 出版エリア
2009年
- 新潟市の120年
- いわきの昭和
- 会津の昭和
- 鶴岡・田川の昭和
- 山形市の120年

2010年
- 金沢の昭和
- 佐渡の昭和
- 柏崎・刈羽の昭和
- 郡山・田村の昭和
- 村山の昭和

2011年
- 川崎市の昭和
- 千葉市の昭和
- 湖北の昭和
- 県央の昭和
- 新発田・阿賀野・胎内の昭和
- 置賜の昭和

2012年
- 横浜市の昭和
- 世田谷区の昭和
- 二本松・本宮の昭和
- 彦根・犬上・愛知の昭和
- 札幌市の昭和
- 石見の昭和
- 新川の昭和
- 福井市の昭和
- 山武の昭和
- 函館市の昭和
- 川越市の昭和
- 前橋市の昭和

2013年
- 魚沼の昭和
- 横須賀・三浦の昭和
- 川口市の昭和
- 筑西・結城・下妻・桜川の昭和
- 福島市の昭和
- 二本松・本宮の昭和
- 帯広・十勝の昭和
- 出雲・雲南の昭和
- 市原市の昭和
- 八戸・三戸の昭和
- 長岡市の昭和
- さいたま市の昭和
- 諏訪の昭和
- 鹿行の昭和

2014年
- 太田・館林・邑楽の昭和
- 鎌倉・逗子・葉山の昭和
- 足利・佐野の昭和
- 狭山・入間の昭和
- 能登半島の昭和
- 松江・安来の昭和
- 新潟市の昭和
- 白河・須賀川・石川・県南の昭和
- 相馬・双葉の昭和
- 柏市の昭和
- 県南の昭和　土浦・石岡・つくば・かすみがうら・小美玉編
- 弘前・黒石・平川の昭和
- 空知の昭和
- 酒田・新庄・最上の昭和
- 越谷市の昭和

2015年
- 江戸川区の昭和
- 上越・糸魚川・妙高の昭和
- 相模原市の昭和
- 八王子市の昭和
- 長野市の昭和
- 葛飾区の昭和
- 隠岐の昭和
- 春日部市の昭和
- 山形市の昭和
- 小樽・後志の昭和
- 松戸市の昭和
- 一関・奥州の昭和
- 青森・東津軽の昭和
- 盛岡・滝沢・岩手・紫波の昭和
- 練馬区の昭和

2016年
- 宇都宮市の昭和
- 船橋市の昭和
- 藤沢市の昭和
- 町田市の昭和
- 伊豆半島の昭和
- 旭川・上川の昭和
- 草加・八潮・三郷の昭和
- 足立区の昭和
- 沼津・三島の昭和
- 仙台市の昭和
- 京都市の昭和
- 所沢市の昭和
- 佐久・小諸の昭和
- 村上・岩船の昭和
- 富山市の昭和
- 伊達の昭和
- 岩手県北の昭和

2017年
- 那須・塩谷の昭和
- 板橋区の昭和
- 小田原・足柄の昭和
- 江東区の昭和
- 立川・昭島の昭和
- 上北・下北の昭和
- 茨城県北の昭和
- 小松・加賀・白山の昭和
- 江別・千歳・恵庭・北広島・石狩の昭和
- 多賀城・塩竈・富谷の昭和
- 安房の昭和
- 焼津・藤枝の昭和
- 島田・牧之原・榛原の昭和
- 習志野・八千代の昭和
- 上田・千曲・東御の昭和
- 坂井・あわら・奥越の昭和
- 花巻・北上・遠野の昭和

2018年
- 墨田区の昭和
- 佐倉・四街道・八街の昭和
- 栃木・小山・下野・下都賀の昭和
- 厚木・秦野・伊勢原の昭和
- 台東・荒川の昭和
- 高崎市の昭和
- 富士・富士宮の昭和
- 東松山・比企の昭和
- 小平・小金井・国分寺・国立の昭和
- 五所川原・つがる・西北津軽の昭和
- 木更津・君津・富津・袖ケ浦の昭和
- 水戸・笠間の昭和
- 高岡・氷見・射水の昭和
- 会津の100年
- 岩手沿岸の昭和
- オホーツクの昭和

2019年
- 大田区の昭和
- 平塚・茅ヶ崎の昭和
- 横浜市の130年
- 杉並区の昭和
- 金沢市の130年
- 上尾・桶川・北本・鴻巣・伊奈の昭和
- 行田・加須・羽生の昭和
- 磐周・小笠の昭和
- 長生・夷隅の昭和
- 釧路・根室の昭和
- 北毛の昭和
- 上伊那の昭和
- 柏崎・刈羽・出雲崎の100年
- 鳥取・因幡の100年
- いわきの100年
- 大崎・栗原・遠田・加美の昭和
- 宮城三陸・登米の昭和

2020年
- 東京都北区の昭和
- 秋田県南の昭和
- 川崎市の100年
- 郡山・田村の100年
- 胆振・日高の昭和
- 香取・海匝の昭和
- 安曇の昭和
- 松本・塩尻・東筑・木曽の昭和
- 新発田・五泉・阿賀野の100年
- 新潟県央の100年
- 越前・鯖江の昭和
- 仙南の昭和

2021年
- 千葉市の100年
- 村山地方の100年
- 置賜の100年
- 西多摩の昭和
- 横須賀・三浦の100年
- 秋田県北の昭和
- 秋田県央の昭和
- 石見の100年
- 浜松市の110年
- 品川区の昭和
- 佐渡の100年
- さいたま市の100年

2022年
- 札幌市の100年
- 市川市の昭和
- 北多摩の昭和
- 前橋市の130年
- 静岡市の100年
- 大和・海老名・座間・綾瀬の昭和
- 米子・境港・西伯・日野の100年
- 福島市の100年
- 稲敷・北相馬の昭和
- 北信濃の昭和
- 八戸・三戸の100年

2023年
- 川越市の100年
- 市原市の100年
- 三鷹・武蔵野の昭和
- 世田谷区の100年
- 伊勢崎・桐生・みどりの昭和
- 出雲・雲南の100年
- 福井市の100年
- 茨城県西の100年
- 弘前・黒石・平川の100年
- 白河・須賀川・県南の100年
- 庄内の100年
- 空知の100年
- 松戸市の80年

2024年
- 諏訪の100年
- 長岡市の100年
- 相模原市の100年
- 府中・調布・狛江の昭和
- 江戸川区の100年
- 日光・鹿沼の昭和
- 埼玉県北の昭和
- 新潟市の100年
- 柏・野田・流山・我孫子・鎌ヶ谷の100年
- 新宿・中野の昭和